# Kulikoro
Koulikoro é a capital da região do Koulikoro, no Mali. Localizada às margens do rio Níger, a cidade está a apenas 59 Km da capital do país, Bamaco.

## Cidades Irmãs
- Quetigny
- Bous (Sarre)